# Marko Tolić
Marko Tolić (Zagabria, 5 luglio 1996) è un calciatore croato, centrocampista dello Slovan Bratislava.

## Caratteristiche tecniche
È un trequartista.

## Carriera
Cresciuto nel settore giovanile della Lokomotiva Zagabria, ha esordito in prima squadra il 13 dicembre 2014 disputando l'incontro di 1. HNL vinto 2-0 contro l'Osijek. Nei successivi quattro anni è stato ceduto in prestito in seconda divisione, trovando una buona continuità nel biennio trascorso al Sesvete, dove ha segnato 23 gol in 48 partite.
Dalla stagione 2019-2020 è tornato in pianta stabile alla Lokomotiva.

## Palmarès

### Club

#### Competizioni nazionali
- Coppa di Croazia: 1

Dinamo Zagabria: 2020-2021
- Campionato croato: 2

Dinamo Zagabria: 2020-2021, 2021-2022
- Supercoppa di Croazia: 1

Dinamo Zagabria: 2022
- Campionato slovacco: 2

Slovan Bratislava: 2023-2024, 2024-2025